# Kenny Rogers
Kenneth Donald (Kenny) Rogers (Houston, 21 augustus 1938 – Sandy Springs, 20 maart 2020) was een Amerikaanse countryzanger, fotograaf, schrijver, songwriter, acteur en zakenman.

## Biografie
Met zijn zangcarrière van meer dan een halve eeuw inclusief meer dan twintig nummer 1-hits in de Amerikaanse countryhitlijst kan Kenny Rogers beschouwd worden als een van de grootste countryzangers aller tijden. Naast vele solo-hits heeft hij ook een aantal duetten gezongen met onder anderen Dolly Parton, Sheena Easton en Dottie West. Ruby, Don't Take Your Love to Town (met The First Edition), Islands In The Stream (met Dolly Parton) en The Gambler behoren tot zijn meest succesvolle hits.

### Het begin
De zangcarrière van Rogers begint in 1956, wanneer hij zich op 17-jarige leeftijd aansluit bij de lokale rockband 'The Scholars'. De band sluit een platencontract af en in korte tijd produceren ze twee singles waarmee ze lokaal succes hebben. Kort daarna verlaat Rogers The Scholars voor de Jazzband 'Bobby Doyle Trio' om die in 1966 weer te verlaten voor de 'New Christy Minstrels'. Een jaar later richt Rogers samen met een aantal bandleden 'The First Edition' op. Na hun eerste hit, 'I Just Dropped In (To See What Condition My Condition Was In)', groeit Rogers in korte tijd uit tot het gezicht van de band.
In 1968 verandert de band haar naam in 'Kenny Rogers and The First Edition'. Na het eerste succes volgen in rap tempo nieuwe successen: met de singles 'Ruby, Don't Take Your Love to Town', 'Reuben James' en 'Tell It All Brother' verwerft de band nationale bekendheid. De band lanceert in de beginjaren zeventig een eigen wekelijkse tv-show: 'Rollin' on the River'. De show is redelijk succesvol, maar de druk om samen een wekelijkse show te maken zorgt voor spanningen tussen de bandleden en leidt uiteindelijk tot haar einde in 1974. In de jaren daarvoor heeft de band nauwelijks nog hits gehad.

### Solocarrière

#### Jaren zeventig
Na het uiteenvallen van 'Kenny Rogers and The First Edition' besluit Rogers in 1975 om een solocarrière te beginnen. Van meet af aan richt hij zich op de countrymuziek. De single 'Love Lifted Me' wordt zijn eerste top 20-hit, maar met 'Lucille' breekt hij definitief door. 'Lucille' haalt in twaalf landen de eerste plaats in de hitlijsten, gaat wereldwijd ruim vijf miljoen maal over de toonbank en wordt gekozen tot CMA’s Single of the Year. Rogers bouwt zijn succes uit met 'Don't Fall in Love With a Dreamer' (nr. 4, met Kim Carnes), 'Through the Years' (nr. 13), 'We've Got Tonight' (nr. 6, met Sheena Easton) en zijn twee nummer 1-hits 'Islands in the Stream' (met Dolly Parton) en 'Lady'. Aan het einde van de jaren zeventig heeft Rogers wereldwijd meer dan $100 miljoen aan zijn platen verdiend. In die tijd steunde hij ook de Democratische Partij.
Het jaar 1978 wordt een nieuw succesjaar voor Rogers wanneer zijn single 'The Gambler' niet alleen een grote hit wordt, maar ook een televisieserie waarin hijzelf de hoofdrol gaat spelen. 'The Gambler' wordt de langstlopende miniserie uit de filmgeschiedenis en hiermee start Rogers een carrière als acteur.

#### Jaren tachtig
Hij speelt de hoofdrol in de serie 'Coward Of The County' (1981), die gebaseerd is op zijn gelijknamige nummer 1-single uit 1980 en in Nederland een zevende plaats bereikte in de Top 40 en negen weken genoteerd stond. Ook speelde hij de hoofdrol in de film 'Six-Pack' (1982)
Begin jaren tachtig behaalt Rogers met de twee nieuwe, romantische singles 'She Believes In Me' en 'You Decorated My Life' wederom de eerste plaats in de Amerikaanse hitlijsten, terwijl de eerder uitgebrachte 'Lady' en 'Through The Years' opnieuw een succes worden. In 1981 heeft André Hazes van het lied 'She Believes In Me' een Nederlandse versie gemaakt genaamd Zij gelooft in mij.
In 1983 ondertekent Rogers een recordbrekend $20 miljoen contract met platenmaatschappij RCA. Tussen 1983 en 1990 brengt Rogers 23 top 40-singles en 10 top 40-albums uit. Vanaf die tijd gaat hij zich steeds vaker bezighouden met andere dingen en zet hij zijn solocarrière op een laag pitje. Zo heeft hij zich ontwikkeld tot een gerespecteerd fotograaf, publiceert hij korte verhalen en foto's en heeft hij gespeeld in zijn eigen kerstmusical, The Toy Shoppe.
Ook zong hij in 1985 het door Quincy Jones geproduceerde 'We Are the World' voor het benefitproject 'USA For Africa', samen met onder anderen Michael Jackson en Tina Turner.

#### Jaren negentig
In 1991 opent Rogers samen met Kentucky Fried Chicken-topman John Y. Brown Jr. zijn eigen 'Kenny Rogers Roasters'-restaurantketen. Tegen de tijd dat Rogers in 1999 met 'The Greatest' opnieuw hoog in de hitlijsten staat heeft de Amerikaan zijn eigen platenmaatschappij opgericht, Dreamcatcher Entertainment. Het laatste openbare optreden van Rogers in de jaren negentig in Nederland was in 1999 in de Veluwehal in Barneveld.

#### 2000-2020
In 2001 behaalt Rogers met 'Buy Me a Rose' na bijna 10 jaar weer een nummer 1-hit. Drie jaren later, in 2004, brengt hij zijn ultieme album uit: Kenny Rogers 42 Ultimate Hits. Deze collectie bevat naast 40 gouden ouwe, twee nieuwe nummers: 'We Are The Same' en 'My World Is Over' met Whitney Duncan.
Rogers kwam in 2011 met het expliciete christelijke album For the Love of God, uitvoeringen van veelal christelijke standaardsongs. In oktober 2012 kwam Rogers' boek Luck or Something Like it: A Memoir uit, dat gaat over de ups-and-downs in zijn muziekcarrière. In oktober 2013 werd het album You Can't Make Old Friends uitgegeven. Dit bevat onder andere een duet met Dolly Parton. Volgens Rogers is dit het meest diverse album dat van hem werd uitgebracht. Op 25 september 2015 werd het kerstalbum Once Again It's Christmas uitgegeven. Met nummers met onder anderen Jim Brickman, Alison Krauss en Jennifer Nettles. Dit was zijn eerste kerstalbum sinds 1998.
In september 2015 kondigde Rogers aan dat hij in 2016 nog één keer een grote tour ging doen (The Final World Tour: The Gambler's Last Deal). Hierna zou Rogers niet meer optreden. Hij wilde meer aandacht besteden aan zijn gezin. Naast veel concerten in de Verenigde Staten en Azië trad Rogers ook op in Europa en deed daarbij AFAS Live in Amsterdam aan op 3 november 2016. Dit was zijn laatste concert in Nederland.
Na een zangcarrière van ruim 50 jaar heeft Kenny Rogers wereldwijd meer dan zestig top 40-hitsingles gehad, waaronder zo'n 25 nummer 1-hits. In totaal heeft hij vijftig gouden albums ontvangen. Hij werd in 2003 opgenomen in de Georgia Music Hall of Fame en in 2013 in de Country Music Hall of Fame.

## Privéleven
Rogers woonde met zijn vijfde vrouw Wanda Miller, met wie hij in 1997 trouwde, op een 1200 hectare groot landgoed in Colbert in de Amerikaanse staat Georgia. De countryzanger had vijf kinderen, onder wie zanger Kenny Rogers jr.
Rogers overleed in 2020 op 81-jarige leeftijd in zijn woning in Sandy Springs in de staat Georgia.

## Discografie

### Compilaties
- Greatest Hits (1969)
- Ten Years Of Gold (1977)
- The Best Of Kenny Rogers (1979)
- Greatest Hits (1980)
- 20 Greatest Hits (1983)
- 20 Great Years (1990)
- The Very Best of Kenny Rogers (1990)
- Love Songs (1997)
- Through the Years: A Retrospective (1999)
- Endless Love (2000)
- Through The Years - 20 Greatest Hits (2001)
- 42 Ultimate Hits (2004)
- The Love of God (2011)
- Christmas Live (2012)
- Amazing Grace (2012)

### NPO Radio 2 Top 2000
| Nummers met noteringen in de NPO Radio 2 Top 2000          | '99  | '00  | '01  | '02  | '03  | '04  | '05 | '06  | '07  | '08  | '09  | '10  | '11  | '12  | '13  | '14  | '15  | '16  | '17 | '18 | '19 | '20 | '21 | '22  | '23  | '24  |
| ---------------------------------------------------------- | ---- | ---- | ---- | ---- | ---- | ---- | --- | ---- | ---- | ---- | ---- | ---- | ---- | ---- | ---- | ---- | ---- | ---- | --- | --- | --- | --- | --- | ---- | ---- | ---- |
| Coward of the county                                       | 1728 | -    | -    | -    | -    | -    | -   | -    | -    | -    | -    | -    | -    | -    | -    | -    | -    | -    | -   | -   | -   | -   | -   | -    | -    | -    |
| Islands in the Stream (met Dolly Parton)                   | 1206 | 1176 | 1119 | 853  | 1288 | 1294 | 990 | 1147 | 1020 | 1103 | 1547 | 1277 | 1269 | 1343 | 1360 | 1039 | 1083 | 1060 | 939 | 812 | 723 | 363 | 403 | 412  | 211  | 177  |
| Ruby, Don't Take Your Love to Town (met The First Edition) | 1816 | 1792 | 245  | 1269 | 1823 | 1957 | -   | -    | -    | -    | -    | -    | -    | -    | -    | -    | -    | -    | -   | -   | -   | -   | -   | -    | -    | -    |
| The Gambler                                                | -    | -    | -    | -    | -    | -    | -   | -    | -    | -    | -    | -    | -    | -    | -    | -    | -    | -    | -   | -   | -   | -   | -   | 1353 | 1285 | 1259 |
| We've Got Tonight (met Sheena Easton)                      | 1930 | -    | -    | -    | -    | -    | -   | -    | -    | -    | -    | -    | -    | -    | -    | -    | -    | -    | -   | -   | -   | -   | -   | -    | -    | -    |

1. ↑  Een '-' betekent dat het nummer niet was genoteerd en een vetgedrukt getal geeft de hoogste notering van een nummer aan.

## Citaten
- "Don't be afraid to give up the good for the great."
- "I never had a doubt in my mind. I always knew that, with the right material, I could pop a hit."
- "There is a trade off -- as you grow older you gain wisdom but you lose spontaneity."
- "Growing older is not upsetting; being perceived as old is."
- "When you go straight up, you go straight down. When you go slowly up, you go slowly down."